# Рашад, Кондола
Кондола Рашад (англ. Condola Rashād, род. 11 декабря 1986) — американская актриса, номинант на премию «Тони» в 2012 и 2013 годах.

## Жизнь и карьера
Кондола Рашад является дочерью актрисы Филисии Рашад и футболиста Ахмада Рашада и родилась в Нью-Йорке. Она окончила Калифорнийский институт искусств в 2008 году, а после дебютировала на сцене в постановке «Разрушенный», роль в которой принесла ей Theatre World Award и номинацию на «Драма Деск» в 2009 году.
В 2012 году Кондола Рашад была номинирована на премию «Тони» за лучшую женскую роль в пьесе за свой Бродвейский дебют в постановке Stick Fly. В марте того же года она получила роль Шелби, дочери Куин Латифы, в фильме «Стальные магнолии», очередной интерпретации оригинальной пьесы и фильма «Стальные магнолии» 1989 года с Салли Филд. Также в 2012 году у неё была второстепенная роль в телесериале «Смэш», а ранее Рашад появилась в сериалах «Хорошая жена» и «Закон и порядок: Преступное намерение», а также фильмах «Секс в большом городе 2» и «30 ударов».

## Фильмография
| Год  | Русское название                      | Оригинальное название        | Роль          | Примечания |
| ---- | ------------------------------------- | ---------------------------- | ------------- | ---------- |
| 2009 | Хорошая жена                          | The Good Wife                | Мэри Беннет   | 1 эпизод   |
| 2010 | Закон и порядок: Преступное намерение | Law & Order: Criminal Intent | Кадра         | 2 эпизода  |
| 2010 | Секс в большом городе 2               | Sex and the City 2           | Меган         |            |
| 2011 |                                       | Georgetown                   | Брайс Джонсон | пилот      |
| 2012 | Смэш                                  | Smash                        | Синтия Моран  | 4 эпизода  |
| 2012 |                                       | Submissions Only             | Эва Халден    | 2 эпизода  |
| 2012 | 30 ударов                             | 30 Beats                     | Джули         |            |
| 2012 | Стальные магнолии                     | Steel Magnolias              | Шелби         |            |
| 2016 | Миллиарды                             | Billions                     | Кейт Сакер    |            |

## Награды и номинации
- «Тони»
  - 2012 — Премия «Тони» за лучшую женскую роль в пьесе — Stick Fly (номинация)
  - 2013 — Премия «Тони» за лучшую женскую роль в пьесе — The Trip to Bountiful (номинация)

«Драма Деск»
  - 2009 — Премия «Драма Деск» за лучшую женскую роль второго плана в пьесе — «Разрушенный» (номинация)
  - 2013 — Премия «Драма Деск» за лучшую женскую роль второго плана в пьесе — The Trip to Bountiful (номинация)

Theatre World Award
  - 2009 — Лучший дебют — «Разрушенный»